# Bitam (Nanga-Eboko)
Pour les articles homonymes, voir Bitam.
Bitam est une localité de la région du Centre au Cameroun, localisée dans la commune de Nanga-Eboko et le département de la Haute-Sanaga.

## Population
En 1963, Bitam comptait 121 habitants, principalement des Bamvele.
Lors du recensement de 2005, ce nombre s'élevait à 220.